# József Galamb

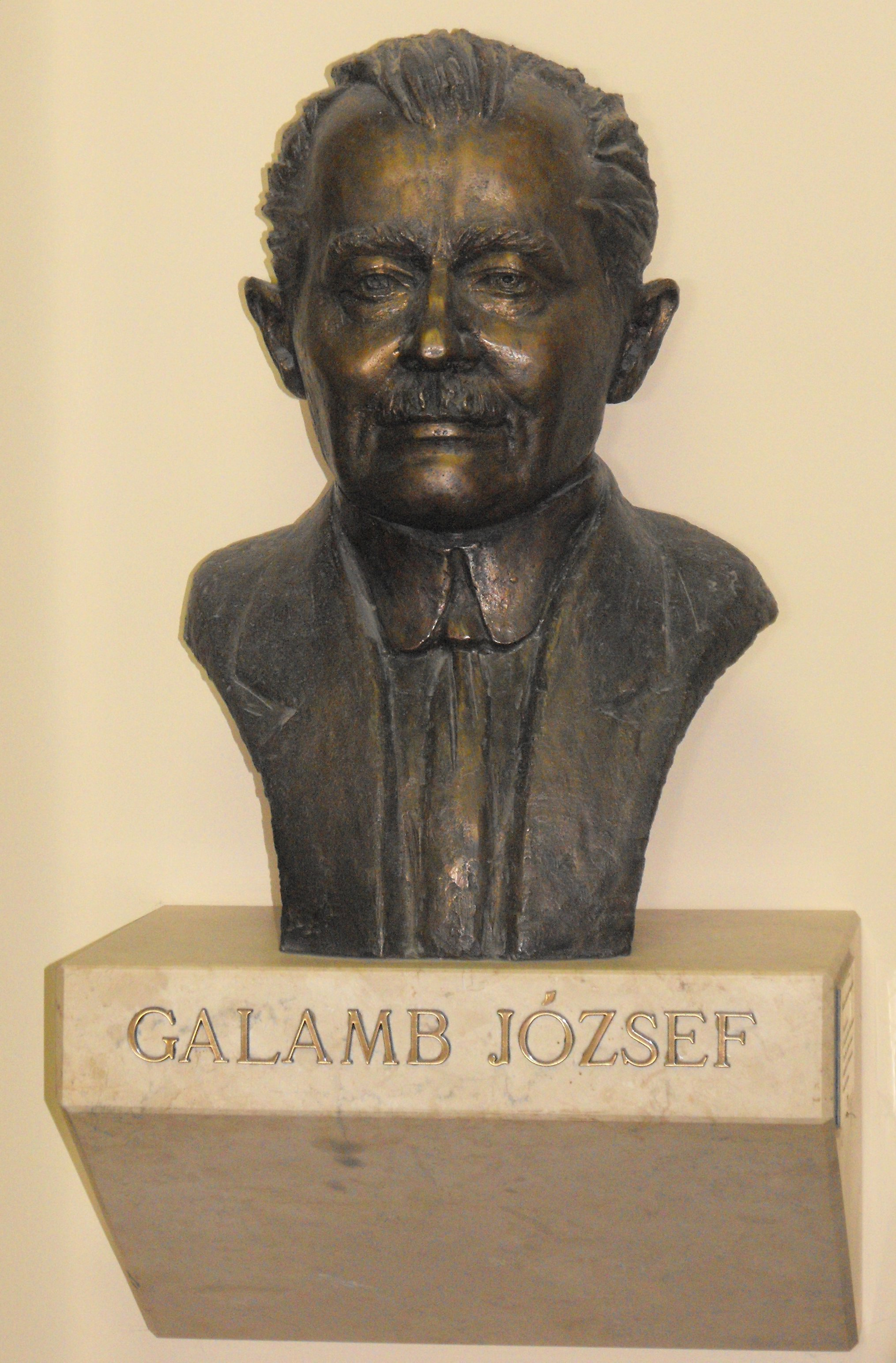
Statue

József Galamb (* 1881 in Makó, Österreich-Ungarn; † 1955 in Detroit) war ein ungarisch-stämmiger Ingenieur und Konstrukteur. Er war Mitglied des Teams, das den Ford Modell T entwickelte.

## Leben
József Galamb war Maschinenbauingenieur, sein Diplom erwarb er an der Technischen Universität Budapest. Sein Bruder eröffnete 1920 eine Ford-Niederlassung in Mako. Als Mitarbeiter der Ford-Autofabrik konstruierte er das berühmte Modell T (auch Tin Lizzy genannt), erfand den Getriebe-Freilauf und die elektrische Zündung. Er entwickelte auch die Technologie für die Fließbandfertigung von Autos. Aus der kleinen Ford-Automanufaktur entstand dadurch ein gigantisches Werk. In 19 Jahren baute Ford 15,5 Millionen „T-Modelle“. József Galamb konstruierte auch das elegante „Modell A“. Er war außerdem der Konstrukteur des „Fordson-Traktors“, den er während des Ersten Weltkrieges entwarf. Die britische Regierung bestellte von diesem Traktor 7.000 Exemplare. Bei Landwirten war dieser Traktor sehr beliebt, er war leichter als alle anderen Traktoren und die Bedienung wesentlich einfacher. Im Jahre 1925 stammten über 50 % der in den Vereinigten Staaten produzierten Traktoren von Ford.